# Bahnhof West Hampstead
Der Bahnhof West Hampstead ist ein Bahnhofskomplex im London Borough of Camden und besteht aus drei eigenständigen Teilen: Dem U-Bahnhof an der Jubilee Line, dem Bahnhof West Hampstead Thameslink an der Midland Main Line und dem Bahnhof West Hampstead an der North London Line. Die drei Teile sind zwischen 100 und 200 Meter voneinander entfernt. Alle drei Bahnhofsteile liegen in der Travelcard-Zone 2. Frequentiert wurde der Bahnhof 2009/2010 von 3,88 Millionen Fahrgästen der Eisenbahn (Thameslink und Overground), hinzu kommen 7,449 Millionen Fahrgäste der U-Bahn.

## U-Bahnhof

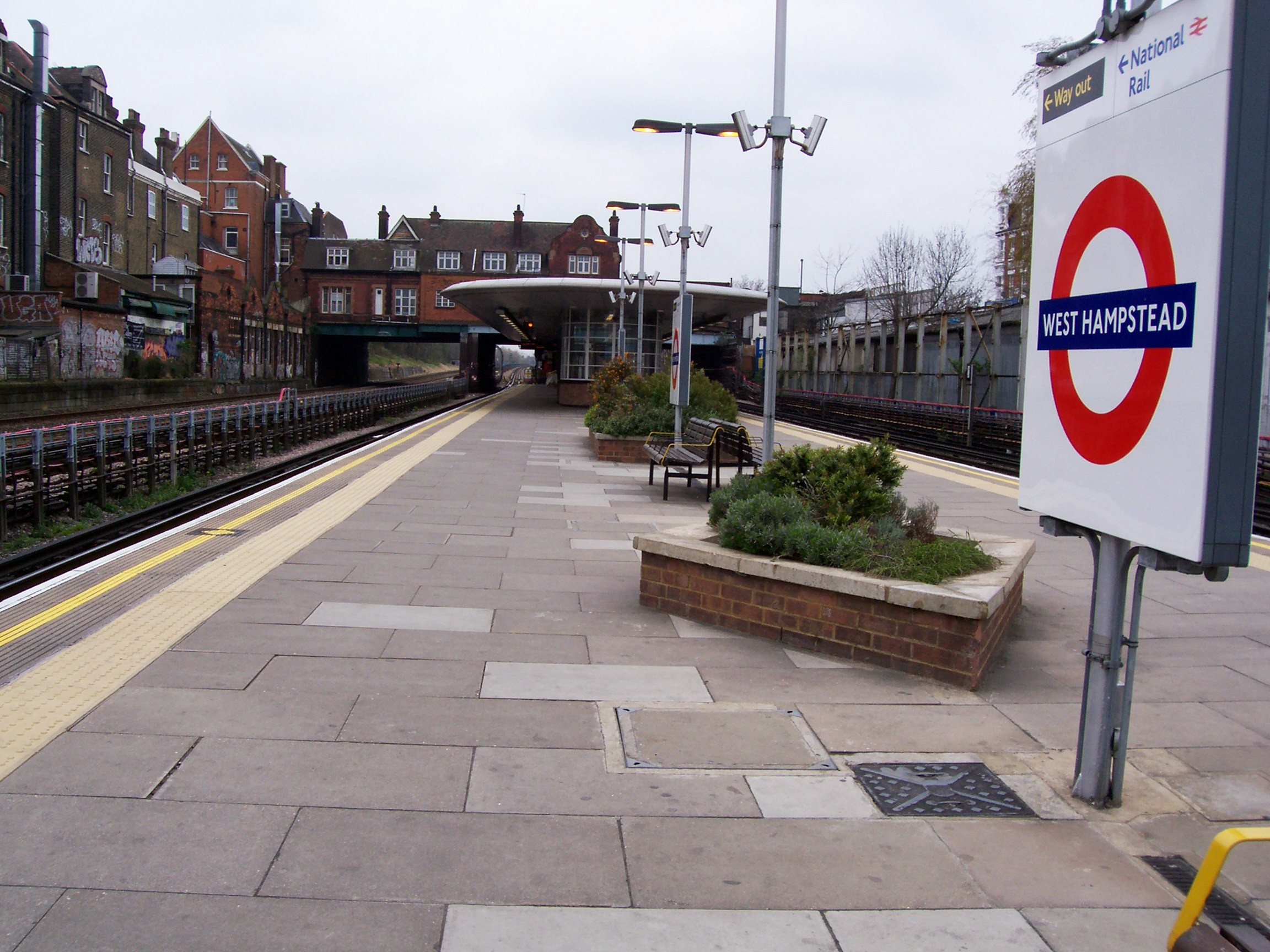
Bahnsteig der U-Bahn-Station

### Geschichte
Der oberirdische U-Bahnhof wurde 1879 durch die Metropolitan Railways eröffnet. Ab 1939 bediente auch die Bakerloo Line den Bahnhof, da sie von der Metropolitan Line den Betrieb der Zweiglinie nach Stanmore übernahm. Am 7. Dezember 1940 wurden die Metropolitan-Bahnsteige stillgelegt und seither fahren diese Züge ohne Halt durch. Ebenfalls ohne Halt passieren die Züge der Chiltern Main Line, welche parallel zur Metropolitan verläuft, die Station.

### Betrieb
Seit der Einführung 1979 und der damit verbundenen Übernahme der bisherigen Bakerloo-Strecke nach Stanmore bedient ausschließlich die Jubilee Line die Station mit ihrem Zuglauf Stanmore–Stratford.

### Zukunft
Die Reaktivierung der Metropolitan-Bahnsteige sowie der Neubau von Bahnsteigen an der den Bahnhof bislang ohne Halt passierenden Chiltern Main Line sind im Zuge des geplanten Umbaus und der damit verbundenen Zusammenführung der drei verschiedenen Bahnhöfe zu einem Verkehrsknotenpunkt vorgesehen.

## Thameslink-Bahnhof

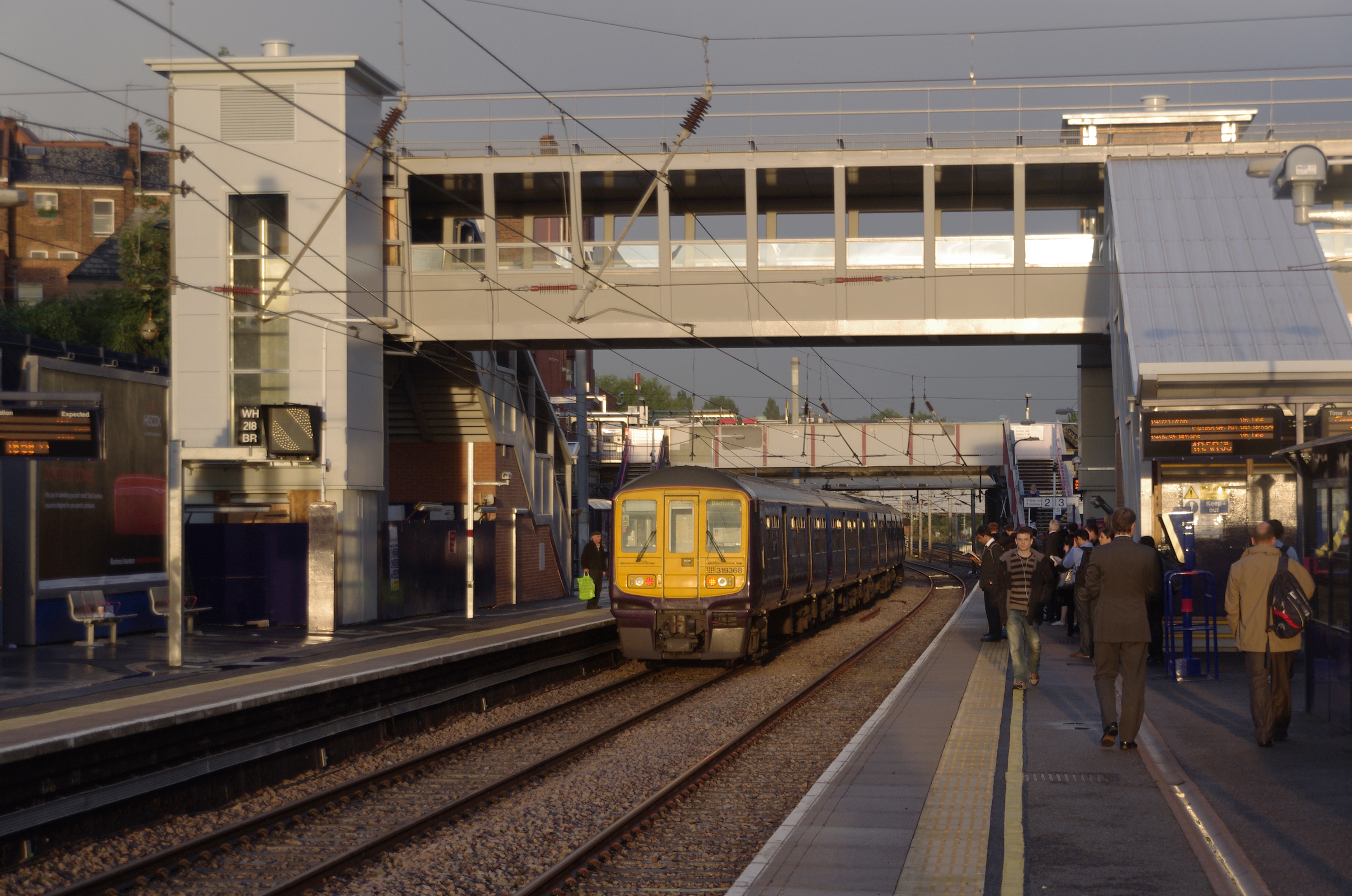
Bahnsteige des Thameslink-Bahnhofsteils mit einem Zug nach Wimbledon sowie der neuen Fußgängerüberführung

Der Bahnhof West Hampstead Thameslink liegt an der Midland Main Line, rund 100 Meter von der U-Bahn-Station und 200 Meter von der Overground-Station entfernt. Er befindet sich in Besitz der Network Rail, der operative Betrieb obliegt der First Capital Connect. Die ebenfalls auf der Midland Main Line nach St Pancras führenden East-Midlands-Trains-Züge durchfahren den Bahnhof ohne Halt.

### Geschichte
Der Bahnhof wurde 1871 unter dem Namen West End von der damaligen Midland Railway im Zuge deren Streckeneröffnung nach St Pancras eröffnet. Zweck war die Anbindung des sich damals in der Entwicklung befindenden West-End-Gebiets. Zwischen 1878 und 1880 war die Station Teil des gescheiterten Super Outer Circle-Projekts, während dessen Midland-Züge von St Pancras via Acton nach Earl’s Court fuhren.
1904 folgte die Umbenennung in West End & Brondesbury, doch gerade mal ein Jahr später erhielt sie den Namen West Hampstead. Damals gelangte der Bahnhof zu touristischer Bedeutung für Eintagesausflüge zum Hampstead Heath.
Nach der Einführung des Thameslink-Systems 1990 erhielt sie den neuen Namen, um den Bahnhof von der North London Line-Station zu unterscheiden.
2010 wurden die Bahnsteige verlängert, um die im Projekt Thameslink 2000 vorgesehenen, längeren Züge aufnehmen zu können. Zusätzlich ging Ende 2010 noch eine neue Fußgängerüberführung in Betrieb.

### Betrieb
First Capital Connect bedient den Bahnhof mit verschiedenen Relationen:
- Bedford–Luton–Luton Airport Parkway–St Albans City–West Hampstead (Thameslink)–St Pancras–Farringdon–Blackfriars–Gatwick Airport–Brighton
- Luton/St Albans–West Hampstead Thameslink–Kentish Town–Wimbledon
- Bedford/Luton–West Hampstead Thameslink–Sevenoaks (gemeinsam mit Southeastern/nur zu Spitzenzeiten)

### Zukunft
Thameslink
Wenn 2015 die Thameslink sich aus dem Betrieb der Sutton Loop Line via Wimbledon zurückzieht, könnten als Ersatz auch die Schnellzüge Bedford-Brighton, welche bisher nur spärlich halten, regelmäßig einen Halt in West Hampstead einlegen.
North and West London Light Railway
Der Bahnhof könnte Teil der North and West London Light Railway-Systems werden, einer Stadtbahn ähnlich der Docklands Light Railway. Im Bereich von West Hampstead Thameslink würde sie eine der beiden reinen Midland-Güterlinien befahren. Die Campaign for Better Transport veröffentlichte 2008 eine Machbarkeitsstudie über das Projekt. Anstoß für das Projekt war der Bau des Brent Cross Shopping Centre und die Überprüfung mehrerer Verkehrswege. Die Bahn würde aktuelle und ehemalige Bahnstrecken nutzen, so wäre eine Übernahme des Central-Line-Astes nach Ealing Broadway denkbar. Kosten und Baubeginn beziehungsweise Eröffnung sind noch unbekannt.

## Overground-Bahnhof

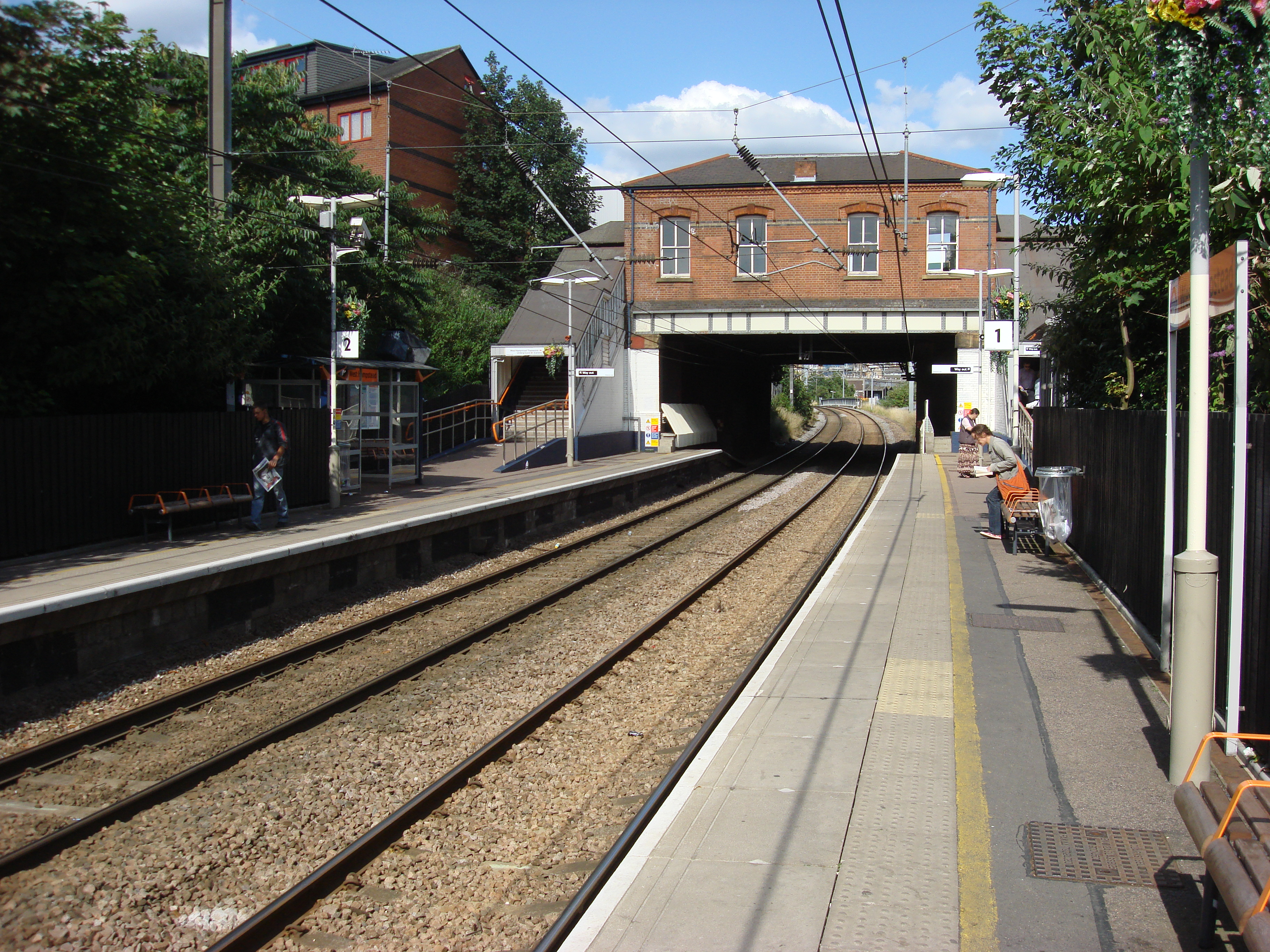
Die Bahnsteige des Bahnhofsteils an der North London Line

Der Bahnhof West Hampstead liegt an der North London Line und wird ausschließlich von Zügen der London Overground, in deren Besitz sich der Bahnhof auch befindet, bedient.

### Geschichte
Die Station wurde 1888 von der North London Railway unter dem Namen West End Lane eröffnet. Nach der Verstaatlichung und Vereinigung der britischen Bahngesellschaften zur British Rail 1962 wurde die Station dem Teilbereich London & South Eastern (ab 1986 Network SouthEast) zugeteilt.
1975 folgte die Umbenennung in West Hampstead.
Nach der Privatisierung der British Rail 1997 übernahm die Bahngesellschaft Silverlink den Betrieb, welche den Bahnhof mit Zügen der Silverlink-Metro-Franchise bediente. 2007 gingen alle Silverlink Metro-Dienstleistungen an die Transport for London über, welche sie seitdem unter dem Namen London Overground ausführt.
Zwischen Mai 2000 und September 2002 war der Bahnhof zudem noch Haltepunkt von Zügen der Anglia Railways zwischen Norwich und Basingstoke. Diese Züge wurden unter dem Namen London Crosslink vermarktet, mit dem Ziel, eine umsteigefreie West-Ost-Verbindung im Großraum London anzubieten. Die Route führte von Norwich über die Great Eastern Main Line zum Bahnhof Stratford, danach über die North London Line und schließlich noch über die South Western Main Line nach Basingstoke. West Hampstead war nebst Highbury & Islington, Camden Road und Stratford einer der vier bedienten Bahnhöfe an der North London Line. Das Experiment wurde nach nur 16 Monaten beendet, da einerseits die hohe Betriebsdichte (vor allem im Güterverkehr) auf der North London Line nur einen unregelmäßigen Betrieb ermöglichte, andererseits war der finanzielle Ertrag stets kleiner als der Aufwand.
Als Vorbereitung für die Übernahme durch die London Overground 2007 wurden am Bahnhof letztmals Umbaumaßnahmen vollzogen.

### Betrieb
London Overground bedient den Bahnhof im Viertelstundentakt mit folgender Relation:
- Stratford–Highbury&Islington–West Hampstead–Willesden Junction–Gunnersbury–Richmond

Zusätzlich verkehren an Werktagen zu den Hauptverkehrszeiten noch drei Zugpaare zwischen Stratford und Clapham Junction, welche ab Willesden Junction die West London Line nutzen.

## UmbauprojektWest Hampstead Interchange
Da sich die Umsteigewege zwischen den drei eigenständigen Bahnhofsteilen teilweise recht lange und schwierig gestalten und deshalb bei Reisenden eher unbeliebt sind, da mit der West End Lane eine stark befahrene Hauptstraße überquert werden muss, gab die Chiltern Railways einen Anstoß zu einem Neubau des Bahnhofs als eine Einheit.
Geplant sind folgende Baumaßnahmen:
- Bau von Passarellen zur niveaufreien Überquerung der West End Lane
- Bau von Bahnsteigen an der Chiltern Main Line und der Metropolitan Line
- Verlegung der Overground-Station auf die östliche Straßenseite der West End Lane
- Abriss bisheriger Gebäude[13]

Ein Halt von East Midlands Trains-Zügen ist nicht geplant, da Bahnsteige an der Midland Main Line notwendig wären. An der Stelle von West Hampstead verlaufen der MML-Fernverkehr und der Regionalverkehr der First Capital Connect getrennt.
Das Projekt ist aufgrund Unsicherheiten auf der North London Line seit 2007 auf Eis gelegt.